# 杉桙別命神社の大クス

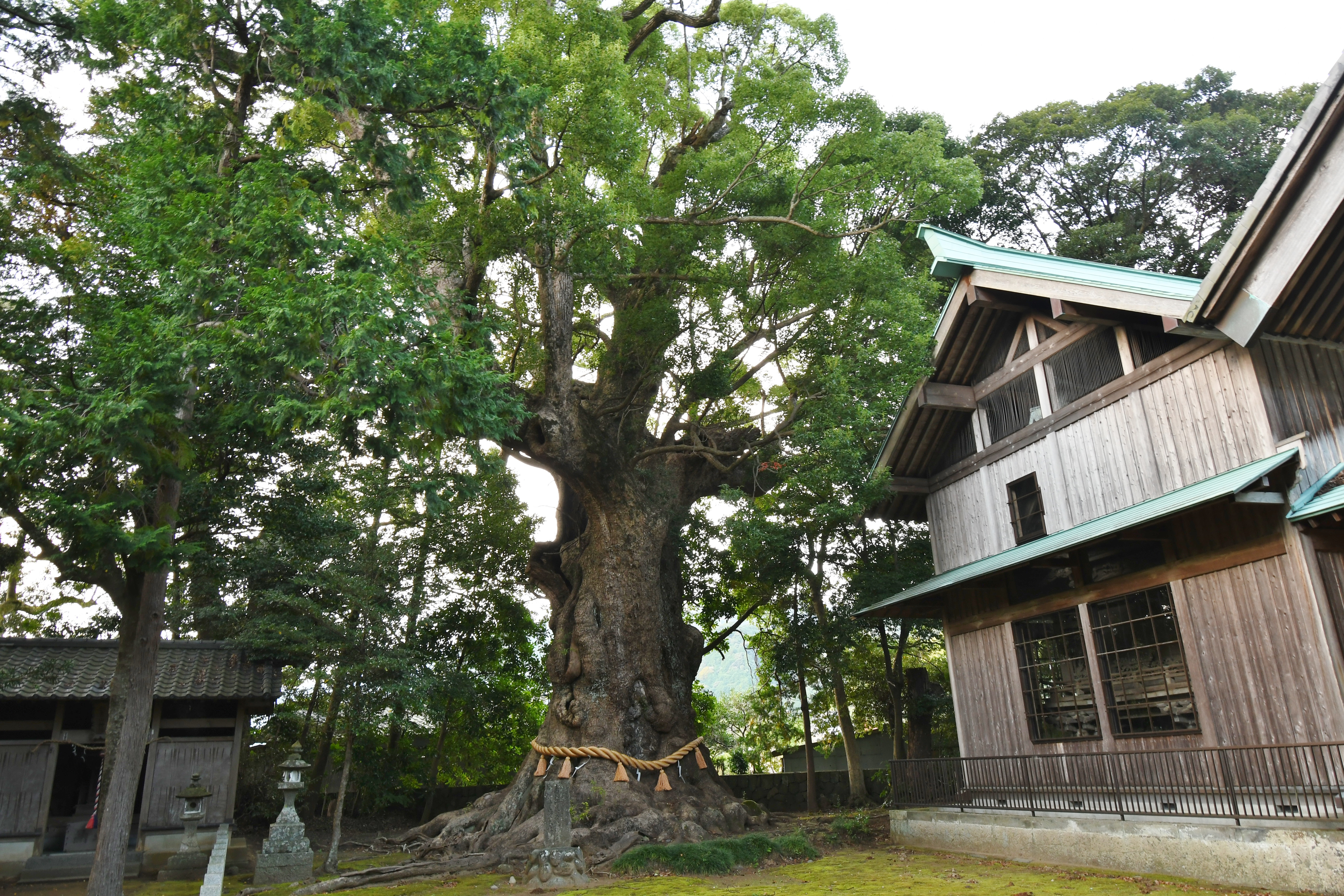
杉桙別命神社の大クス

杉桙別命神社の大クス（すぎほこわけのみことじんじゃのおおクス）は、静岡県賀茂郡河津町の杉桙別命神社境内に生育するクスノキの巨木である

。樹齢は1000年以上と推定され、1936年（昭和11年）12月16日に国の天然記念物となった。
この木はかつて河津地方にあった「河津郷七抱七楠（かわづごうななかかえななくす）」という7本のクスノキのうち、最後に残された1本である。静岡県下では阿豆佐和気神社の大クス（静岡県熱海市）、葛見神社の大クス（静岡県伊東市）とともに代表的なクスノキの巨木として知られ、地元の人々は「来宮様（木の宮様）の大クス」、「来宮神社（木宮神社）の大クス」とも呼んで尊崇している。

## 由来
伊豆半島は、クスノキの巨木が多く生育する地域である
。クスノキは温暖な気候を好むため、巨木の多くは西日本に存在し、静岡県を含む東日本には少ない。もともと日本には自生していなかった樹木とされ山野での生育は見られず、原産地は台湾、中国南部、ベトナムなどの温暖な地域といわれる。これらの地域から氷期が終わった後（推定では10000年前頃）に渡来し、北日本を除く日本列島全体に帰化植物（史前帰化植物）として広がっていったものという説がある。
伊豆半島は北側を除くすべての方角が海に囲まれていて、冬でも全般に暖かい気候である。ただし半島の西海岸については、季節風で西からの強風が吹きつけるため、真冬は寒冷な気候となる。そのため、国の天然記念物として知られる阿豆佐和気神社の大クス（静岡県熱海市）、葛見神社の大クス（静岡県伊東市）、そして杉桙別命神社の大クスはすべて温暖な気候の半島東海岸方面に生育している。
杉桙別命神社のある河津町も、伊豆半島の東海岸に位置しているため気候は温暖である。神社は峰温泉と谷津温泉の中間、河津川左岸に位置し、通称を川津来宮神社（木宮神社）ともいう。伝承では和銅年間（708年から715年）の創建とされ、『延喜式神名帳』や『伊豆国神階帳』に記載がある従四位上「ほこわけの明神」に比定される。一時期「木野宮大明神」（きのみやだいみょうじん）と称していたが、1869年（明治2年）に現在の社名に復した。
神社に続く道を歩いていくと、やがてよく茂った鎮守の森が視界に広がる。境内には鳥居の脇と拝殿の前にもクスノキの大木が存在するが、その近くには「天然記念物の大楠は奥」という表示がある。境内でひときわ大きく生育しているのが神木でもあるこの木で、本殿の後方左に鎮座している。
『神様の木に会いに行く』（2009年）の著者、高橋弘によれば、樹齢は1000年、幹周は15メートル、樹高は24メートルという。幹の折損や空洞化などが見られる阿豆佐和気神社の大クスや葛見神社の大クスと違って、主幹には大きな空洞や樹皮の剥離などは目立たず、大枝の欠損が多少みられる程度である。主幹はまっすぐに天高く伸びていて、樹勢盛んで健全な木である。
かつて河津地方には「河津郷七抱七楠（かわづごうななかかえななくす）」と呼ばれる7本の大クスが生育していた。大クスは杉桙別命神社の他、谷津南禅寺、峰東大寺、見高入谷山神、下佐ケ野平山の水神、下佐ケ野金山神、北の沢山神にあったと伝わる。これらの大クスは明治時代の中期までに伐採され、杉桙別命神社の大クスのみが残された。高橋は「河津郷七抱七楠」の伝承やこの木が示すクスノキ本来の枝下が高い樹形に注目して「かつての河津町界隈はクスノキの樹林であった証拠でもあろう」と述べている。
地元の人々は「来宮様（木の宮様）の大クス」、「来宮神社（木宮神社）の大クス」とも呼んで尊崇し、木の周囲を常に清掃して保護に努めている。この木は1936年（昭和11年）12月16日に国の天然記念物となった。

## 交通アクセス
所在地
- 静岡県賀茂郡河津町田中154[15]

交通
- 伊豆急行線河津駅から徒歩約15分[5][17]。

## 関連図書
- 環境庁編集 『日本の巨樹・巨木林（東海版）』 大蔵省印刷局、1991年。ISBN 4-17-319205-3